# T-70
Der T-70 war ein leichter sowjetischer Panzer des Zweiten Weltkrieges.

## Entwicklung
Der T-70 wurde von Chefkonstrukteur Nikolai Alexandrowitsch Astrow im Gorkier Automobilwerk unter der Prototypbezeichnung GAS-70 als Nachfolger des T-60 entwickelt.
Hauptkriterium war, die Beweglichkeit den Fähigkeiten des T-34 anzugleichen. Zwar wurden Geschwindigkeit, Panzerung und Feuerkraft gegenüber dem T-60 verbessert, spezifische Schwächen wurden jedoch nicht behoben: Durch die Zwei-Mann-Besatzung blieben Operationen in größeren Verbänden schwierig zu koordinieren. Außerdem musste der einzelne „Tankist“ im Turm die Aufgaben von drei Personen (Ladeschütze, Kommandant und Richtschütze) übernehmen.
Der als Nachfolger vorgesehene T-80 sollte durch seine veränderte Turmkonstruktion (Drei-Mann-Besatzung – ein Fahrer und zwei Mann im Turm) dieses Defizit beseitigen, wurde aber nur in etwa 80 Exemplaren gefertigt. Die Produktion wurde zugunsten der SU-76-Selbstfahrlafette eingestellt, die auf den gleichen Komponenten basierte, aber mehr Feuerkraft zur Verfügung stellte. Für die Aufgaben der leichten Panzer wurden Fahrzeuge aus dem Lend-Lease-Act verwendet.
Nach einer kleinen Vorserie begann die Serienproduktion des T-70 im März 1942 und endete im Oktober 1943. Es wurden 8226 Stück gefertigt.
Wegen der Lautstärke der beiden Motoren war er bei den Besatzungen der Roten Armee eher unbeliebt.

## Beutefahrzeuge
Die deutsche Wehrmacht und Ordnungspolizei setzten erbeutete T-70 unter der Bezeichnung „T-70(r)“ ein. Die meisten erbeuteten T-70 wurden von Sicherungseinheiten der Wehrmacht und der Ordnungspolizei zur Partisanenbekämpfung eingesetzt. Einzelne T-70 wurden auch direkt nach der Erbeutung von Infanteriedivisionen und Panzereinheiten an der Front eingesetzt. Um zu verhindern, dass die nun auf deutscher Seite eingesetzten T-70 von eigenen bzw. verbündeten Truppen angegriffen wurden, erfolgte eine Kennzeichnung mit übergroßen Balkenkreuzen.

## Beschreibung
Der T-70 war ein leichter Panzer, der etwa dem deutschen Pz.Kpfw. III Ausf. H – bis auf die taktischen Mängel der Zwei-Mann-Besatzung – ebenbürtig war. Er war mit einer modifizierten 45-mm-Kanone und einem koaxialen 7,62-mm-MG bewaffnet. Seit Frühjahr 1942 stand eine Unterkaliberpanzergranate zur Verfügung, die in 500 m Entfernung 50 mm Panzerstahl durchschlagen konnte.
Die Panzerung war zwischen 45 mm (Bugplatte in einem Winkel von 60°) und 10(15) mm stark.
Der T-70 hat ein drehstabgefedertes Stützrollenlaufwerk mit 5 Lauf- und 3 Stützrollen auf jeder Seite. Die Antriebsräder befinden sich am Bug und die leiträder am Heck des Panzers. Der Turm sitzt außermittig links auf der Wanne und ist mit einer nichtschwenkbaren Beobachtungskuppel versehen.
Angetrieben wurde der Panzer von einem GAS-203-Aggregat, das aus zwei längsgekoppelten GAS-202 bestand und auf der rechten Fahrzeugseite eingebaut war.
|                                          | T-70                                                                                                   | T-70M                                                 |
| ---------------------------------------- | --- | ----------------------------------------------------- |
| Bewaffnung                               | |                                                       |
| Hauptwaffe                               | 1 × 45-mm-Kanone L46 20-K                                                                              | 1 × 45-mm-Kanone L46 20-K                             |
| Sekundärwaffen                           | 1 × 7,62-mm-MG Degtjarjow DT, 1 × 7,62-mm-MP PPSch-41                                                  | 1 × 7,62-mm-MG Degtjarjow DT, 1 × 7,62-mm-MP PPSch-41 |
| Kampfsatz                                | 90 45-mm-Granaten                                                                                      | 70 45-mm-Granaten                                     |
| Kampfsatz                                | 15 Magazine mit 945 7,62×54-mm-R-Patronen, 3 Magazine mit 213 7,62×22-mm-Patronen, 10 F-1-Handgranaten |                                                       |
| Panzerung                                | |                                                       |
| Wanne                                    | 35 (45) mm obere Bugplatte / Neigung 60°                                                               | 35 (45) mm obere Bugplatte / Neigung 60°              |
| Wanne                                    | 45 mm untere Bugplatte / 30°                                                                           |                                                       |
| Wanne                                    | 15 mm Wannenseite / 90°                                                                                |                                                       |
| Wanne                                    | 15 mm Heck oben / 68°                                                                                  |                                                       |
| Wanne                                    | 25 mm Heck unten / 44°                                                                                 |                                                       |
| Wanne                                    | 10 mm Wannendach / 0°                                                                                  |                                                       |
| Wanne                                    | 15 mm Boden vorn / 81°                                                                                 |                                                       |
| Wanne                                    | 10 mm Boden / 0°                                                                                       |                                                       |
| Wanne                                    | 6 mm Boden hinten / 0°                                                                                 |                                                       |
| Turm                                     | |                                                       |
| 50 mm Kanonenblende / gewölbt            | |                                                       |
| 35 mm Turmstirnwand                      | |                                                       |
| 35 mm Turmseite / 23°                    | |                                                       |
| 35 mm Heck / 26°                         | |                                                       |
| 10 mm Decke / 0°                         | |                                                       |
| weitere Angaben                          | |                                                       |
| Gewicht                                  | 9,2 t                                                                                                  | 9,8 t                                                 |
| Motor                                    | GAS-203 (2 × 6-Zylinder-Ottomotor GAS-202), 140 PS                                                     | GAS-203, 170 PS                                       |
| Kraftstoffverbrauch (Straße)             | 122 l/100 km                                                                                           | 176 l/100 km                                          |
| Kraftstoffvorrat                         | 440 l                                                                                                  | 440 l                                                 |
| Leistungsgewicht                         | 15,2 PS/t                                                                                              | 17,3 PS/t                                             |
| Fahrbereich (Straße)                     | 360 km                                                                                                 | 250 km                                                |
| Höchstgeschwindigkeit (Straße / Gelände) | 45 km/h / 20–25 km/h                                                                                   | 45 km/h / 20–25 km/h                                  |
| Kettenbreite                             | 260 mm                                                                                                 | 300 mm                                                |
| Bodendruck                               | 0,67 kg/cm²                                                                                            | 0,67 kg/cm²                                           |
| Bodenfreiheit                            | 30 cm                                                                                                  | 30 cm                                                 |
| Watfähigkeit                             | 90 cm                                                                                                  | 90 cm                                                 |

## Produktion
Vom T-70 wurden im Produktionszeitraum 1942–1943 8226 Serienpanzer und 5 Prototypen hergestellt, davon 6838 sowie die Prototypen im Gorkier Automobilwerk, im Werk Nr. 37 (Sawod No. 37) in Swerdlowsk 10 und im Werk Nr. 38 (Sawod No. 38) in Kirow 1378.